# Краузе, Юрий Геннадьевич
Ю́рий Генна́дьевич Кра́узе (23 февраля 1936, Уфа — 27 февраля 2022, Москва) — советский и российский журналист, телеведущий, сценарист криминальных телепередач.

## Биография
Юрий Краузе родился 23 февраля 1936 года в семье немцев Поволжья в городе Уфе. После окончания школы поступил в Свердловский машиностроительный техникум, который окончил в 1955 году. Затем поступил в Уральский политехнический институт, но в 1958 году ушёл из него. Ещё во время учёбы в институте руководил любительской киностудией «БОКС-Фильм», был членом творческого объединения «Фотохроника УПИ». Одно время писал сценарии для Свердловской киностудии.
В 1966 году Краузе окончил Всесоюзный государственный институт кинематографии.
Начиная с 1966 года Краузе работал корреспондентом Центрального телевидения СССР. По его рассказам, он вёл документальные очерки и различные телепередачи, писал сценарии для телефильмов и передач (например, для «Голубого огонька»). С 1978 года он стал работать в редакции еженедельной программы «Человек и закон». Впоследствии он так рассказывал о своей работе в этой программе:
...Я неожиданно понял, что «Человек и закон» дает исключительную возможность говорить правду с экрана. В то время на телевидении (конечно, не только там) всячески поощрялась лакировка действительности. Люди говорили по бумажкам, чтобы не ляпнуть лишнего. Но о какой бумажке может идти речь, если подсудимый борется за свою жизнь или добивается сокращения грозящего ему срока? Никакой следственный изолятор, никакая колония просто не поддаются лакировке. Что вообще может быть правдивее съёмки захвата преступника? А притоны и вытрезвители? Это была такая жгучая правда, что иногда на приеме передач у начальников вырывалось: «Вы что, не могли переодеть этого алкоголика?» Придирались практически к каждой передаче: «Здесь убрать, там подрезать, а это ни в коем случае не показывать». И всё-таки что-то же пробивалось в эфир. Перед тем как, наконец, поставить подпись на так называемой папке, главный редактор с тоской обращается к своим заместителям: «Ну, что, будем подписывать? Ох, чувствую, попадёт нам...» И время от времени действительно попадало...
В качестве руководителя программы «Человек и закон» Юрий Краузе дважды удостаивался премии МВД СССР — в 1985 году и в 1990 году. Он возглавлял эту программу в течение 20 лет.
С середины 1990-х годов активно сотрудничает со своим другом, известным кинорежиссёром Вахтангом Микеладзе. Так, начиная с 1997 года Краузе создавал сценарии для известной криминальной телепередачи «Документальный детектив» (выходила на «Первом канале» с 1997 по 2005 год) и даже был ведущим ряда её серий (например, «Контрольный выстрел на меже» о банде Александра Кунгурцева). В дальнейшем цикл «Документальный детектив» получил продолжение в лице цикла «Детективные истории» (выходил на канале «ТВ Центр» с 2006 по 2009 год).
Неоднократно брал интервью у осуждённых преступников, таких, как Виталий Курбатов, Евгений Нагорный, Андрей Волхов, Владимир Муханкин, Олег Рыльков, Салаудин Тимирбулатов.
Краузе также вёл известные телепередачи «Шпионы и предатели», «Приговорённые пожизненно» и «Пожизненно лишённые свободы», которые выходили на телеканале ДТВ в период с 2007 по 2010 год.
Являлся руководителем проекта «Зона особого внимания» на первом социально-правовом интернет-канале «Зона ТВ».
Скончался 27 февраля 2022 года в Москве. Похороны состоялись 2 марта на Николо-Архангельском кладбище.

## Телепередачи, созданные при непосредственном участии Краузе
Юрий Краузе принимал участие в создании следующих телевизионных передач:
- «Человек и закон» (работал в 1978—1997 годах, выходит до сих пор)[9][17]
- «Документальный детектив» (1997—2005)[9][18]
- «Свой или враг?» (1999, о сотруднике КГБ Виталии Юрченко)[19]
- «Детективные истории» (2006—2009)
- «Шпионы и предатели» (2007—2008)
- «Приговорённые пожизненно» (2008—2009)
- «Пожизненно лишённые свободы» (2010)
- «Первая мировая: забытая война» (2012—2013)[20]
- «Кровавые листья сакуры» (2015, 2 серии)[21]
- «Испания: война накануне войны» (2016, 2 серии)[22]

Также Краузе принимал участие в создании документальных фильмов. Среди них: «Слово предоставляется адвокату», «Ингушетия вчера, сегодня, завтра», «Бексолт Сейнароев», «Планета Лобановского», «Ультиматум», «Хозяин кремлёвского пляжа», «Кровавые листья сакуры» (2007), «Смертная казнь в рассрочку», «Подрывники», «Забытые герои Бреста», «Черкесия. Чужбина», «Эрмитаж. Пульс жизни», а также серия фильмов о Великой Отечественной войне — «Тайфун под Москвой», «Оборона Севастополя», «Сталинградская битва», «Забытый город-герой», «Битва за Воронеж», «Умереть в Сталинграде», «Эшелоны идут на восток» и др.